# Turbine à gaz spéciale
Pour les articles homonymes, voir TGS.
Le TGS, sigle de « turbine à gaz spéciale », est le premier turbotrain expérimental construit par la SNCF en 1967 à partir de l'EAD (élément automoteur double) composé de la motrice X 4365 et de la remorque XR 8579. La rame est dans un premier temps baptisée « turbotrain à grande vitesse » (TGV).
Il combine une motorisation diesel et une turbine à gaz. Ses essais se déroulent pendant plus de 5 ans jusqu'en 1972. Il sera ensuite modifié à la fin de ses essais, pour effectuer des voyages spéciaux de démonstrations mais, en définitive étant peu utilisé, il sera radié des inventaires en 1984 et ferraillé en 1990. Il servira à la définition des caractéristiques techniques des futurs éléments à turbine à gaz (ETG), qui seront les premiers turbotrains à rentrer en service commercial en France en mars 1970.

## Genèse du prototype

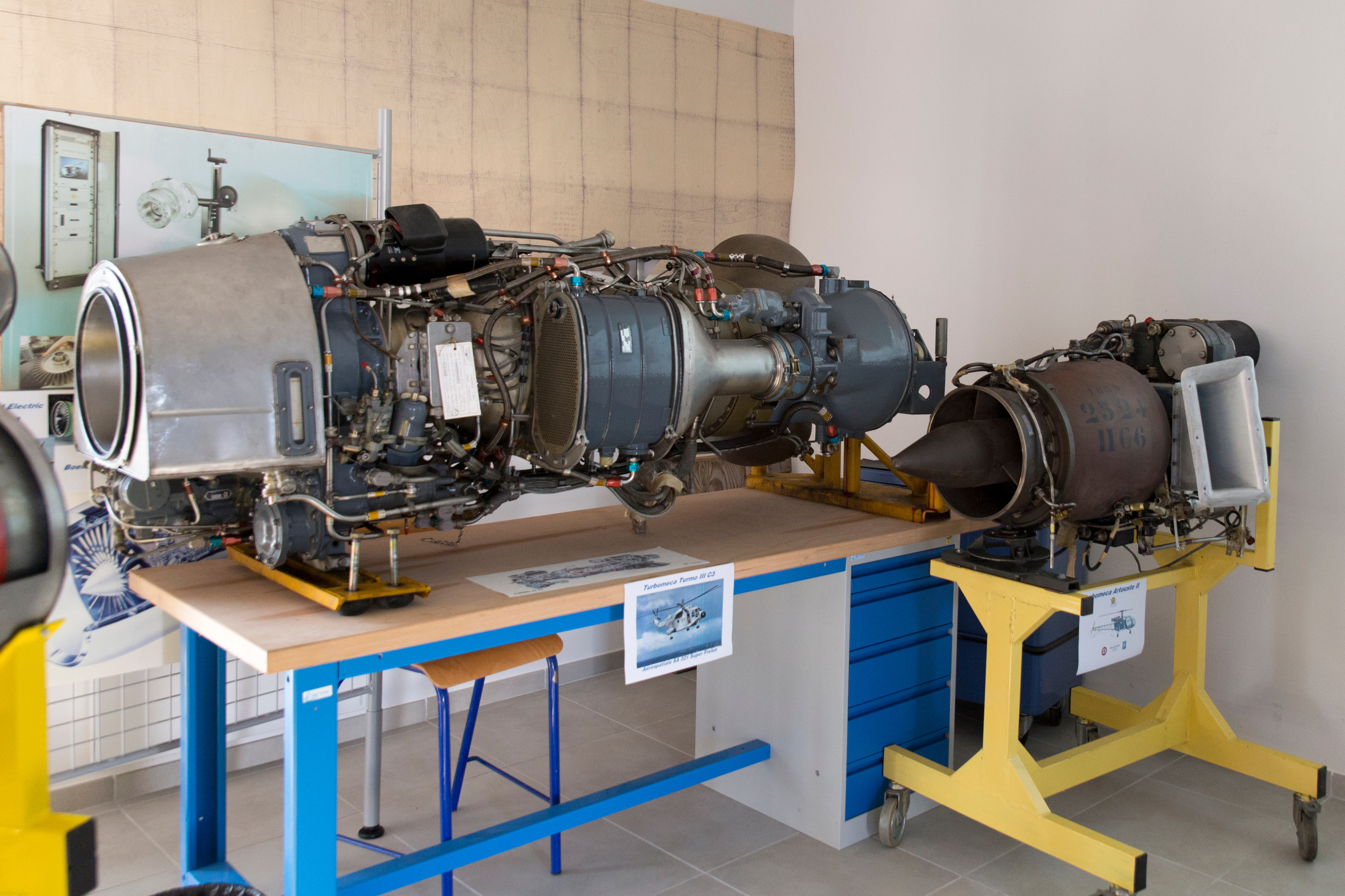
Un Turbomoteur Turmo III C3. et un Artouste II

En 1952 puis en 1959, la SNCF teste l'adaptation ferroviaire de la turbine à gaz pour sa puissance et sa légèreté, équipant déjà des bateaux de la marine marchande : des moteurs à pistons libres Pescara sont montés sur la 040 GA 1 et les 060 GA 1 et 2, qui sont trois prototypes construits par Renault, mais les résultats s'avérent décevants. Sous l'impulsion de l'ingénieur "Guy Sénac", la SNCF se tourne alors vers des turbines à gaz déjà utilisées dans l'aéronautique, les Turmo III C3 de Turboméca, qui équipent déjà des hélicoptères Super Frelon. Les turbines aéronautiques ont l'avantage d'un poids et d'un encombrement inférieurs à ceux des turbines marines, mais leur rendement est faible, leur maintenance délicate et coûteuse et leur consommation importante. Ce dernier argument n'a toutefois qu'une importance secondaire dans le milieu des années 1960.
La SNCF, ne souhaitant pas construire un nouveau matériel, opte pour la transformation d'un élément automoteur diesel de la série X 4300 : le moteur diesel, maintenu en place dans la motrice, sert au démarrage de la rame, tandis que la turbine à gaz est installée dans l'ancienne remorque. Le prototype est conçu en collaboration entre la SNCF, la direction technique des constructions aéronautiques et le centre d'essais des propulseurs de Saclay (dépendant de la direction générale de l'armement, ministère de la Défense). La légèreté de la rame et sa faible charge à l'essieu doivent lui permettre d'être peu agressive pour la voie, notamment dans les courbes, et d'offrir aux passagers un bon niveau de confort malgré la vitesse élevée,.

## Description
| Image externe |                                                             |
|               | Le TGS en configuration d'origine sur openarchives.sncf.com |

Le 3 octobre 1966, les ateliers du matériel du Mans commencent la transformation de l'autorail choisi. Il s'agit de l'élément X 4365 (motrice XBD 4365 et remorque XRAB 8579) affecté au dépôt de Longueau. L'engin a au préalable effectué quelques marches, remorqué par des BB 9200 Capitole pour vérifier son aptitude structurelle à circuler au-delà des 120 km/h qui constituent sa vitesse limite autorisée.
La motrice renumérotée XBSD 4365 conserve son moteur diesel, mais son avant est modifié pour être doté d'un carénage aérodynamique ovoïde en fibre de polyester avec phares intégrés, recouvrant la totalité de la face frontale d'origine, qui n'est pas déposée, y compris le dispositif de tamponnement, sans utilité ; les aménagements intérieurs ne sont pas modifiés. La remorque renumérotée XAS 2061 reçoit la turbine à gaz de 810 kW qui occupe l'emplacement de l'ancien compartiment de première classe, tandis qu'un réducteur-inverseur, lui aussi utilisé en aéronautique, assure la transmission avec le bogie moteur ; son compartiment de seconde classe est transformé en laboratoire de mesures et elle adopte le même carénage aérodynamique pour une marche en réversibilité. Moyennant de légères modifications du châssis, les bogies sont remplacés pour un modèle adapté aux grandes vitesses. Ces modifications entraînent une augmentation de la masse de la rame qui passe de 70,700  à   82,630 t. La puissance disponible atteint 1 140 kW contre 330 kW auparavant.
Pour améliorer encore l'aérodynamique générale de la rame en limitant les turbulences, les portes à vantaux de la motrice diesel se trouvant les plus proches de l'intercirculation sont masquées et recouvertes par des panneaux de tôle visés réalisant la continuité des faces latérales. Grâce à toutes ces modifications, la résistance à l'avancement est ainsi réduite de près de 20 %. La décoration du prototype reste proche de celle des autorails d'origine : entourage des baies gris clair (et non crème), bas de caisse et pavillon rouges.

## Carrière

### Engin expérimental
L'engin sort des ateliers et commence ses essais le 24 avril 1967 propulsé avec le seul moteur diesel, puis le lendemain avec l'utilisation du turbomoteur. Les essais se poursuivent ensuite par phases entre Orléans, Vierzon et Châteauroux dans un premier temps, avec retours en ateliers pour contrôles entre chaque session d'essais. La rame circule aussi entre Paris et Angoulême, Paris et Mulhouse, Paris et Cherbourg, Lyon et Nantes, Lyon et Grenoble. Le 20 juin 1967, le TGS s'adjuge le record du monde de vitesse en traction autonome avec 236 km/h. En 1969, le TGS retourne aux ateliers du Mans pour la pose d'une transmission Minerva qui doit lui permettre d'atteindre des vitesses plus importantes. L'engin atteint au cours de divers essais des vitesses allant jusqu'à 250 km/h et 252 km/h en Sologne lors de l'une de ses dernières marches le 19 octobre 1972, nouveau record du monde de vitesse en traction autonome.
Les essais et mesures étalés sur plus de 5 ans se terminent en novembre 1972, le TGV 001 mis en service quelques mois plus tôt prenant le relais du programme d'essais des turbotrains à grande vitesse. C'est alors qu'il est rebaptisé « turbine à gaz spéciale » (TGS) pour éviter les confusions. L'engin a parcouru 277 670 km et réalisé 580 marches à des vitesses supérieures ou égales à 200 km/h. Son excellent comportement sur la radiale Paris — Cherbourg aboutit à la définition des caractéristiques techniques et à la commande des éléments à turbine à gaz (ETG) destinés à circuler sur cette ligne à partir de 1970.

### Rame de prestige
Le TGS sera par la suite transformé par les Ateliers du Mans pour assurer en service commercial des voyages spéciaux de groupes et associations : les espaces intérieurs sont réaménagés avec équipement intégral en première classe, sièges et coin salon climatisé, cuisine pour une restauration à la place, sonorisation, les faces frontales seront modifiées, des jupes sont ajoutées en bas de la caisse et une nouvelle livrée, proche de celle des ETG, lui sera appliquée. L'engin qui reçoit l'immatriculation TA 101 + TAD 102 est muté de Saint-Pierre-des-Corps à Caen, dépôt qui compte déjà des ETG dans ses effectifs ; sa vitesse commerciale est limitée à 160 km/h. Cette formule ayant permis des recherches, essais et la mise au point des futurs ETG, RTG et TGV ; il sera retiré du service en 1984 et ferraillé en 1990, après que certaines de ses pièces et équipements auront été récupérés.

## Modélisme
Le TGS a été reproduit à l'échelle HO par l'artisan ApocopA, sous forme de transkit (caisse en résine à monter sur un châssis de son choix).